# Alejandro Otero
Alejandro Otero (ur. 7 marca 1921 w El Manteco, w stanie Bolívar, zm. 13 sierpnia 1990 w Caracas) – wenezuelski malarz i rzeźbiarz abstrakcji geometrycznej i kinetycznej, promotor kultury, założyciel grupy artystycznej Los Disidentes.

## Biografia

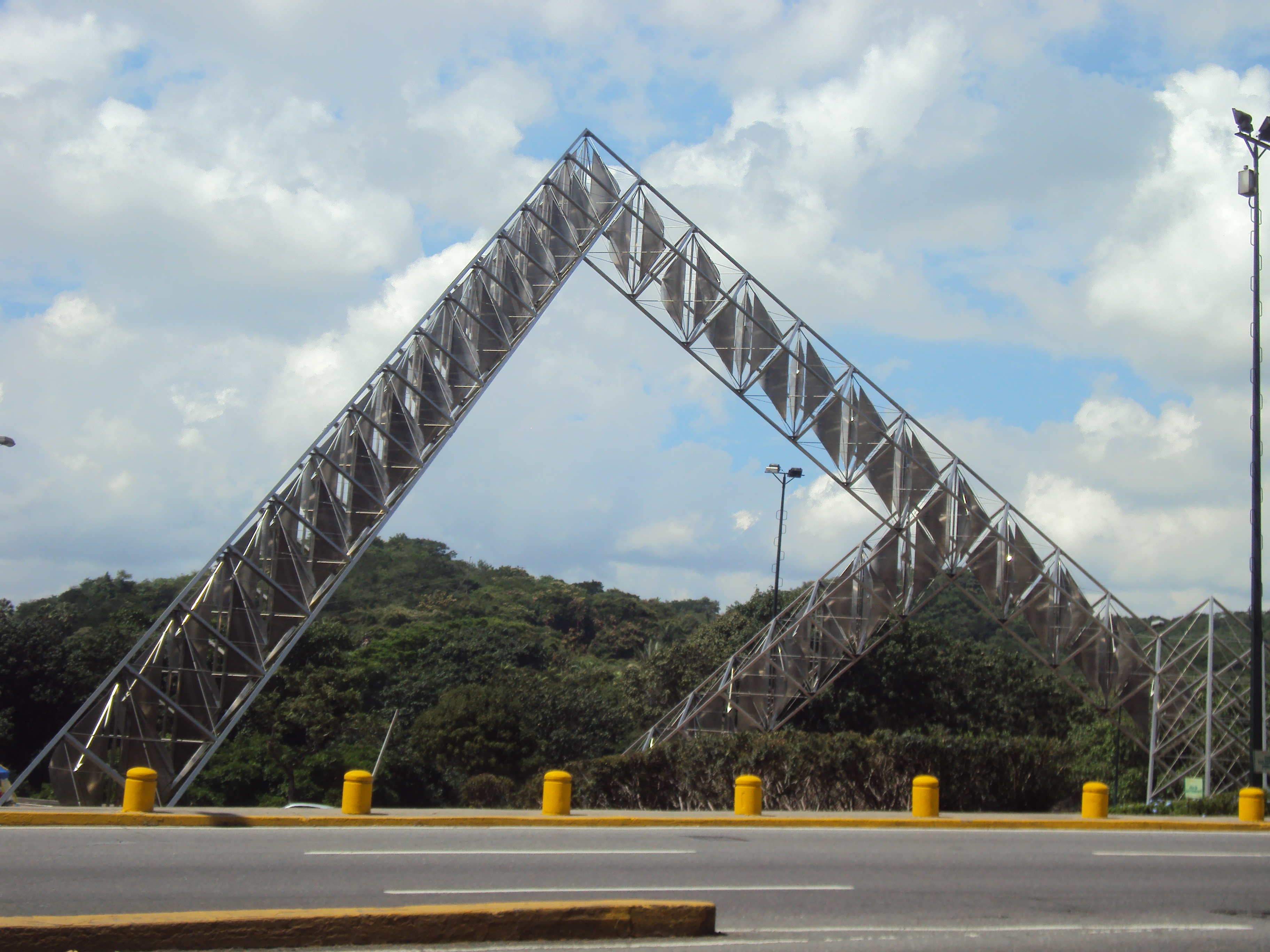
Abra Solar, Plaza Venezuela

Alejandro Otero studiował sztukę w latach 1939–1945 w Escuela de Artes Plásticas y Artes Aplicadas de Caracas. Po ukończeniu studiów otrzymał stypendium, dzięki któremu mógł kontynuować naukę i pracę twórczą w Paryżu. W stolicy Francji mieszkał  z przerwami w latach 1945–1952 i tam stworzył swoje największe dzieła, tworzące serię, którą nazwał Las cafeteras. Płótna z tej serii zostały wystawione w Museo de Bellas Artes w Caracas w 1949. Wydarzenie to zapoczątkowało powstanie trendu abstrakcji geometrycznej w sztuce wenezuelskiej. Po wystawie, w której uczestniczył, wrócił, na początku 1950, do Paryża i założył grupę artystyczną Los Disidentes wraz z innymi młodymi wenezuelskimi malarzami zainteresowanymi abstrakcją. Grupa publikowała też czasopismo o tej samej nazwie, które m.in.  krytykowało zacofanie systemu nauczania na Escuela de Artes Plásticas, a także przestarzałe trendy w muzeach i galeriach Caracas. 

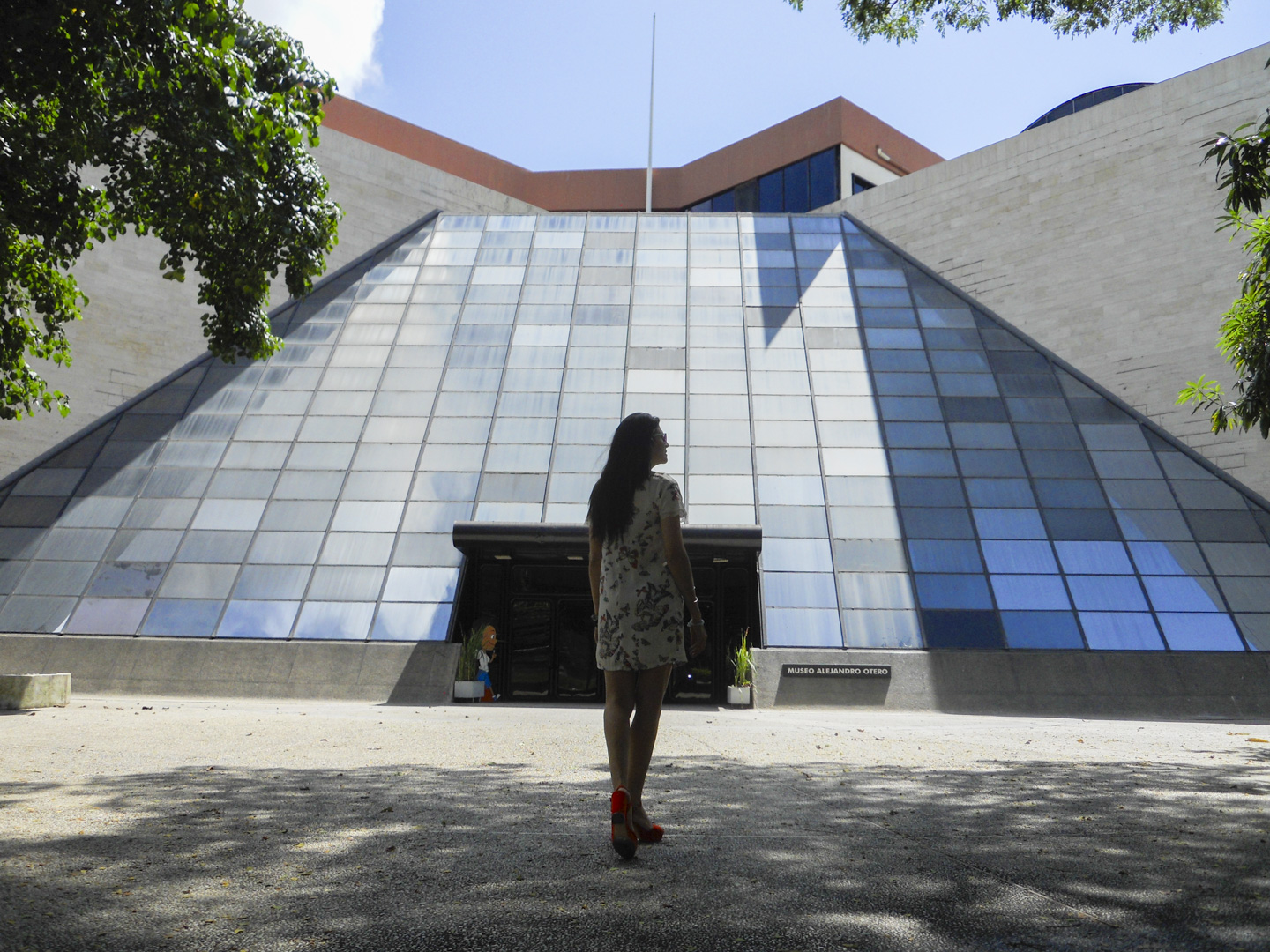
Museo Alejandro Otero

W 1951 Otero wyjechał do Holandii, aby zapoznać się bliżej z dziełami Pieta Mondriana, artysty, który miał niewątpliwie wpływ na powstanie kolejnej serii Líneas de color sobre fondo blanco oraz Collages ortogonales. Dzięki różnym układom przeplatających się wielobarwnych pasków papieru chciał uzyskać efekt dynamicznej przestrzeni i dwuwymiarowej struktury. W Holandii po raz pierwszy pojawił się pomysł zastosowania układów modułowych w pracach Otero, który po zastosowaniu w kolażach ortogonalnych przeniósł do przestrzennej architektury swoich rzeźb. Po powrocie do Caracas, skontaktował się z architektami zaangażowanymi w rozwijający się ruch modernistyczny i został zaproszony do udziału w projekcie integracji sztuk wizualnych w programie architektonicznym Ciudad Universitaria de Caracas, projektu kierowanego przez architekta Carlosa Raúla Villanueva. Jako część dużej grupy wenezuelskich i zagranicznych artystów, w tym Mateo Manaure, Francisco Narváes, Jesús Rafael Soto, Alexander Calder, Fernand Léger, Jean Arp i Victor Vasarely, Otero zrealizował szereg prac w przestrzeni publicznej wykorzystując swoją koncepcję łączenia modułowego różnych elementów. 
W 1955 roku Otero stworzył kolejny cykl Coloritmo – serię modułowych obrazów, w których wykorzystał lakier przemysłowy, rozpylany na drewniane panele lub pleksiglasie, z białymi i ciemnymi równoległymi pasami oraz nierównomiernymi formami jaskrawych kolorów. Większość prac z tego cyklu, ponad czterdzieści, powstało przed 1961, pojedyncze tworzył jeszcze do 1971. W 1956 Museum of Modern Art w Nowym Jorku przejął część serii Coloritmo.  W 1956 Otero reprezentował Wenezuelę na Biennale w Wenecji i ponownie w 1962 i 1966. W 1958 otrzymał Premio Nacional de Pintura, przyznaną podczas XIX Salón Oficial Anual de Arte Venezolano, za obraz Coloritmo 35. W 1958 obraz ten został włączony do międzynarodowej wystawy, w Pittsburgu (Pittsburg Bicentennial International Exhibition of Contemporary Painting and Sculpture), zorganizowanej w Carnegie Institute. W 1959 Otero reprezentował Wenezuelę podczas Biennale w São Paulo, gdzie otrzymał wyróżnienie za serię Coloritmo.
W 1960  Alejandro Otero przeniósł się do Paryża po raz drugi i mieszkał tam do 1964. W tym okresie jego styl jego prac ulegał zmianom, więcej eksperymentował z kolażami i asamblażami. W 1963 był jednym z uczestników wystawy podczas São Paulo Biennial.  W 1966 Signals Gallery w Londynie zaprezentował pierwszą, poza Wenezuelą, retrospekcję obrazów Otero, A Quarter of a Century of the Art of Alejandro Otero: 1940-1965. 
W latach 60. rozpoczął prace nad rzeźbą wielkoformatową i stworzył szereg instalacji architektonicznych w przestrzeni publicznej w Ameryce Łacińskiej, Stanach Zjednoczonych i Europie. W 1971 otrzymał stypendium John Simon Guggenheim Memorial Foundation i był wizytującym artystą w Center for Advanced Studies of the Massachusetts Institute of Technology. Kolejne retrospektywne wystawy jego prac odbyły się w Michener Galleries, University of Texas at Austin (1975), The Museo de Arte Moderno, Mexico City (1976) i Museo de Arte Contemporáneo de Caracas (1985).
W 1990 zostało otworzone w Caracas muzeum, które nosi imię Alejandro Otero i jest poświęcone sztuce współczesnej. Museo Alejandro Otero powstało jako pośmiertny hołd dla prekursora modernizmu w Wenezueli.

## Galeria

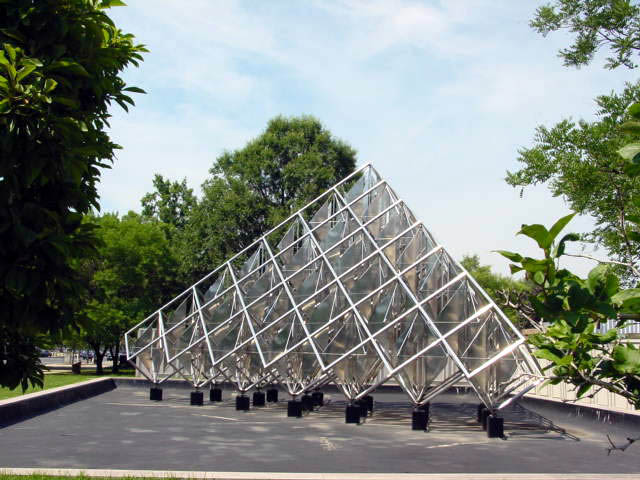
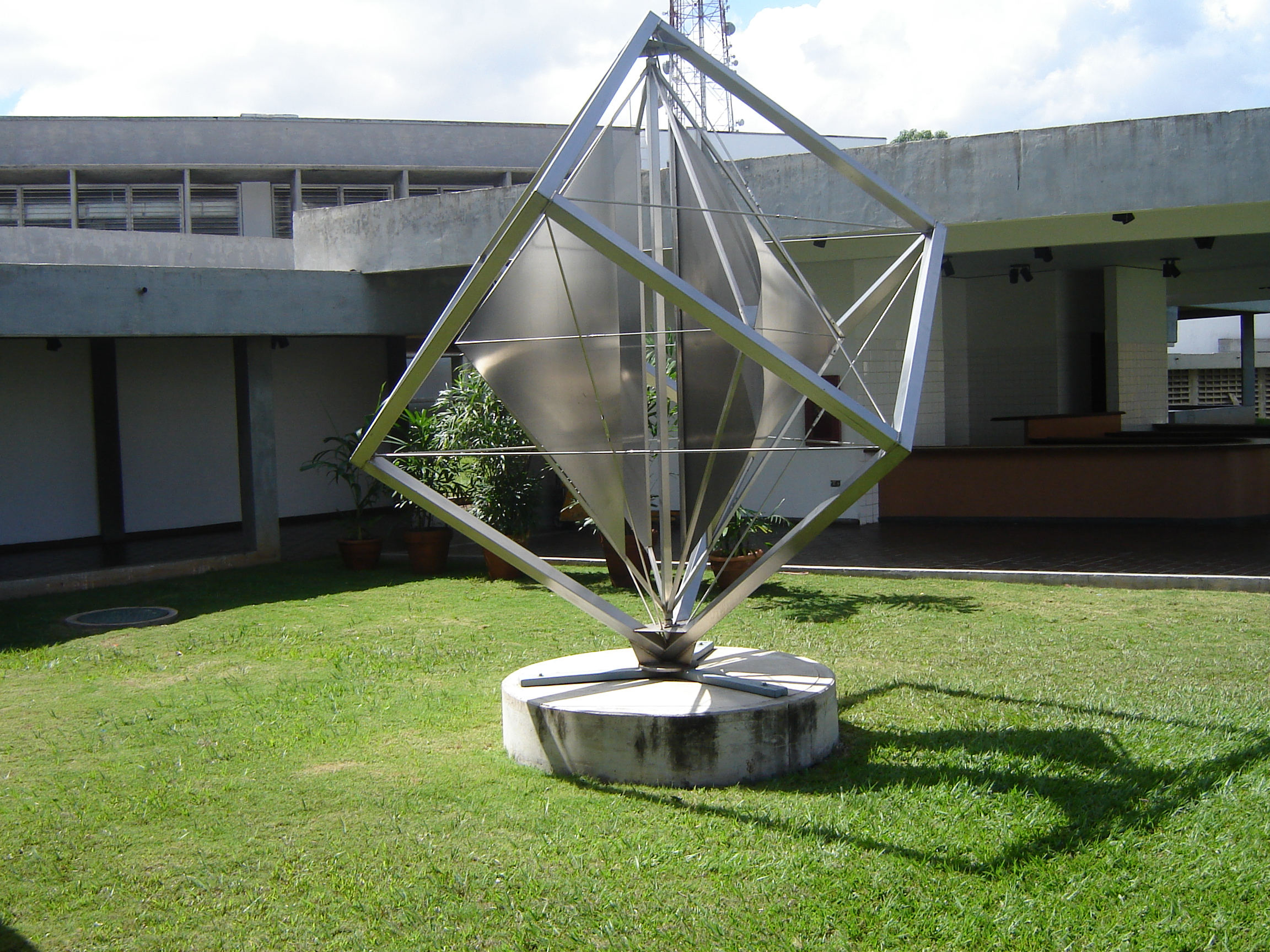
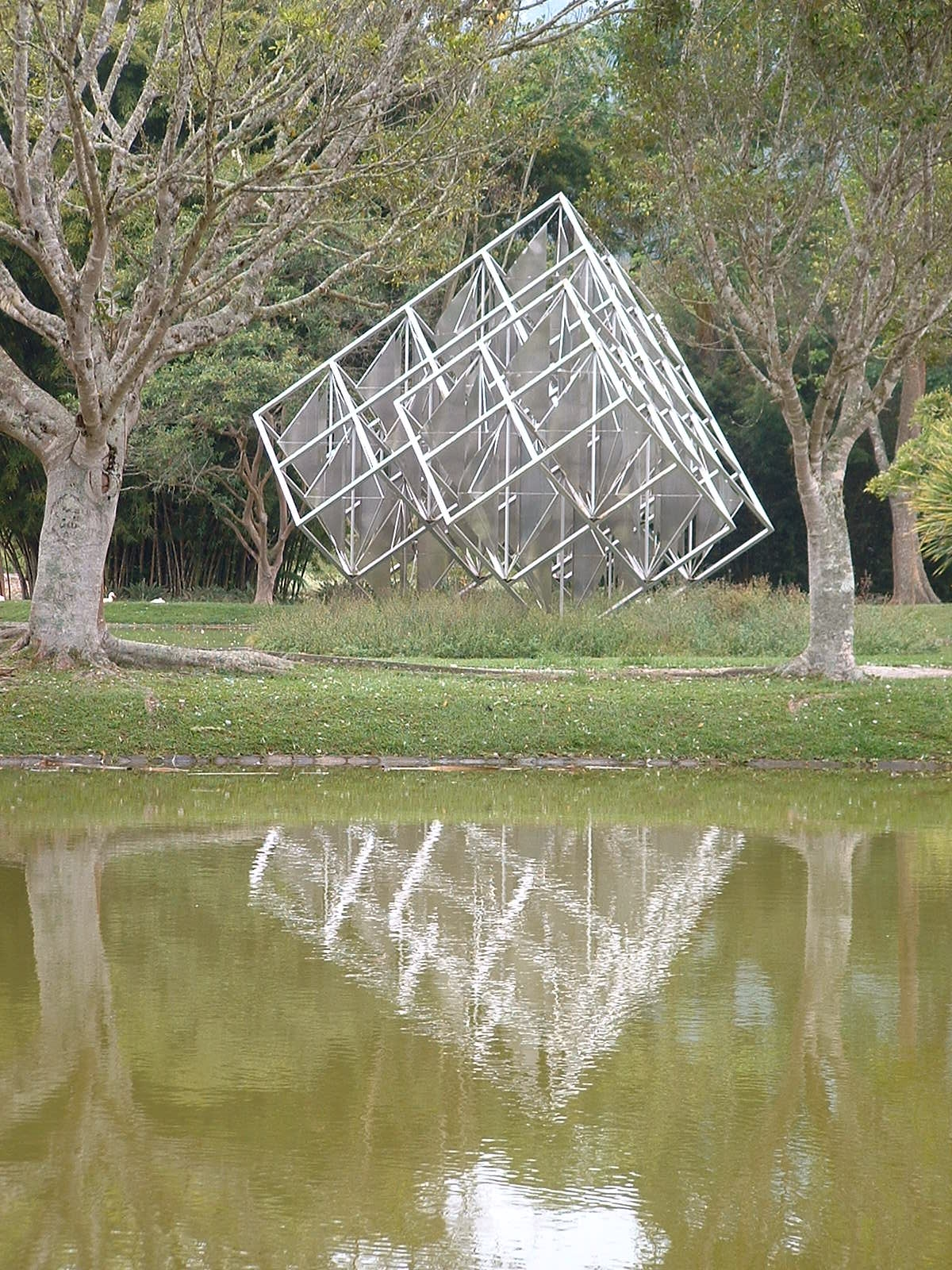
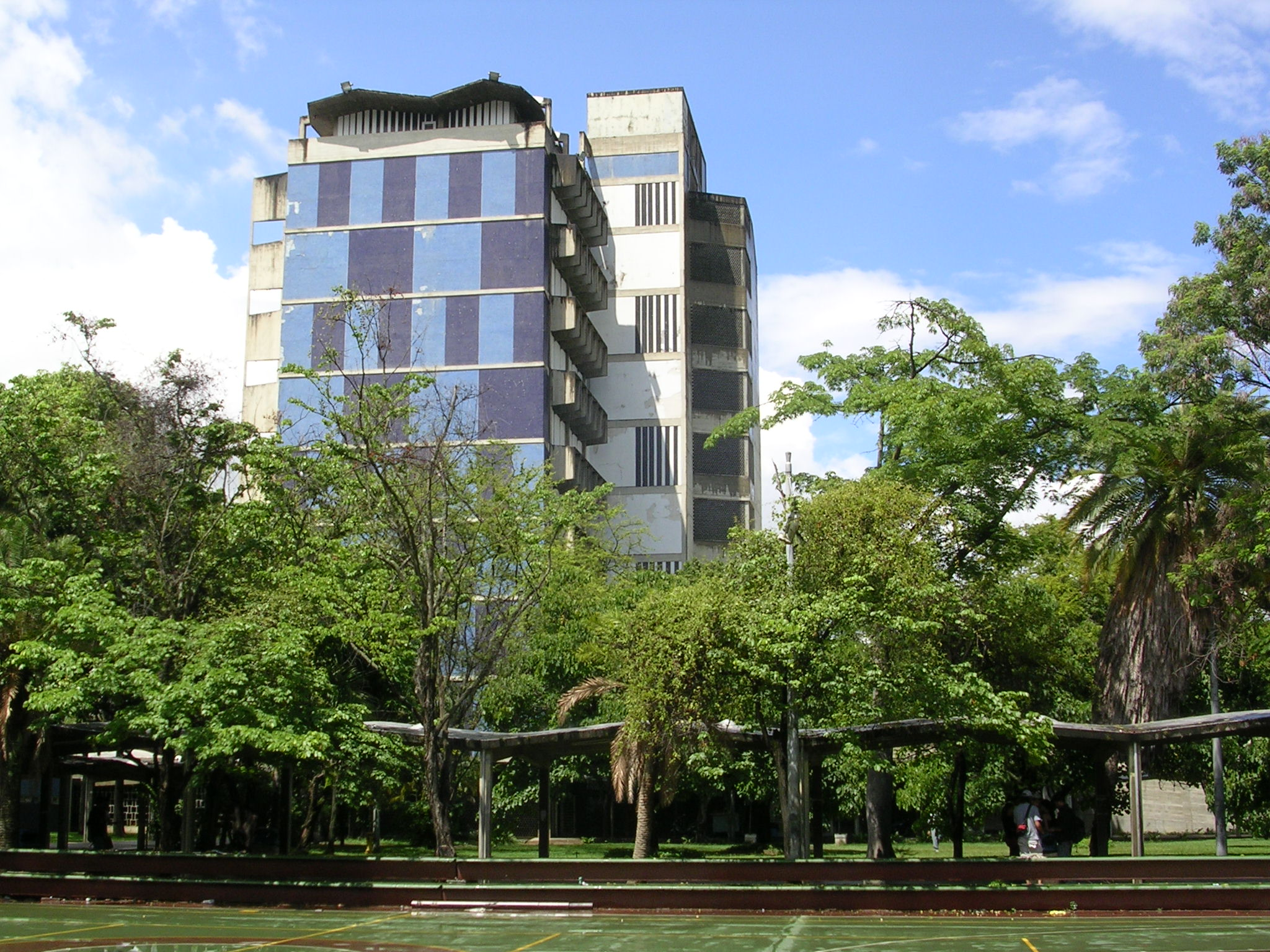
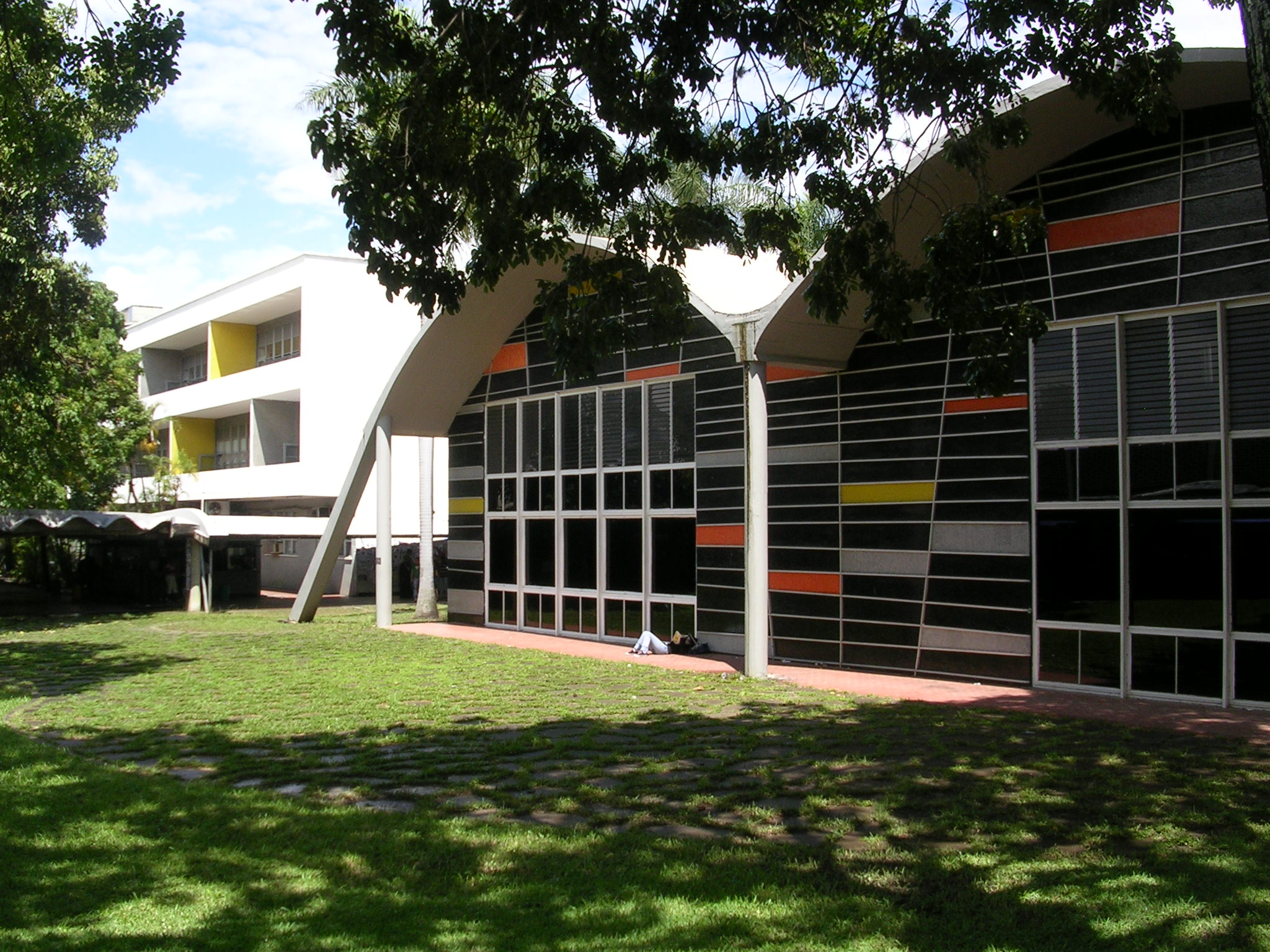
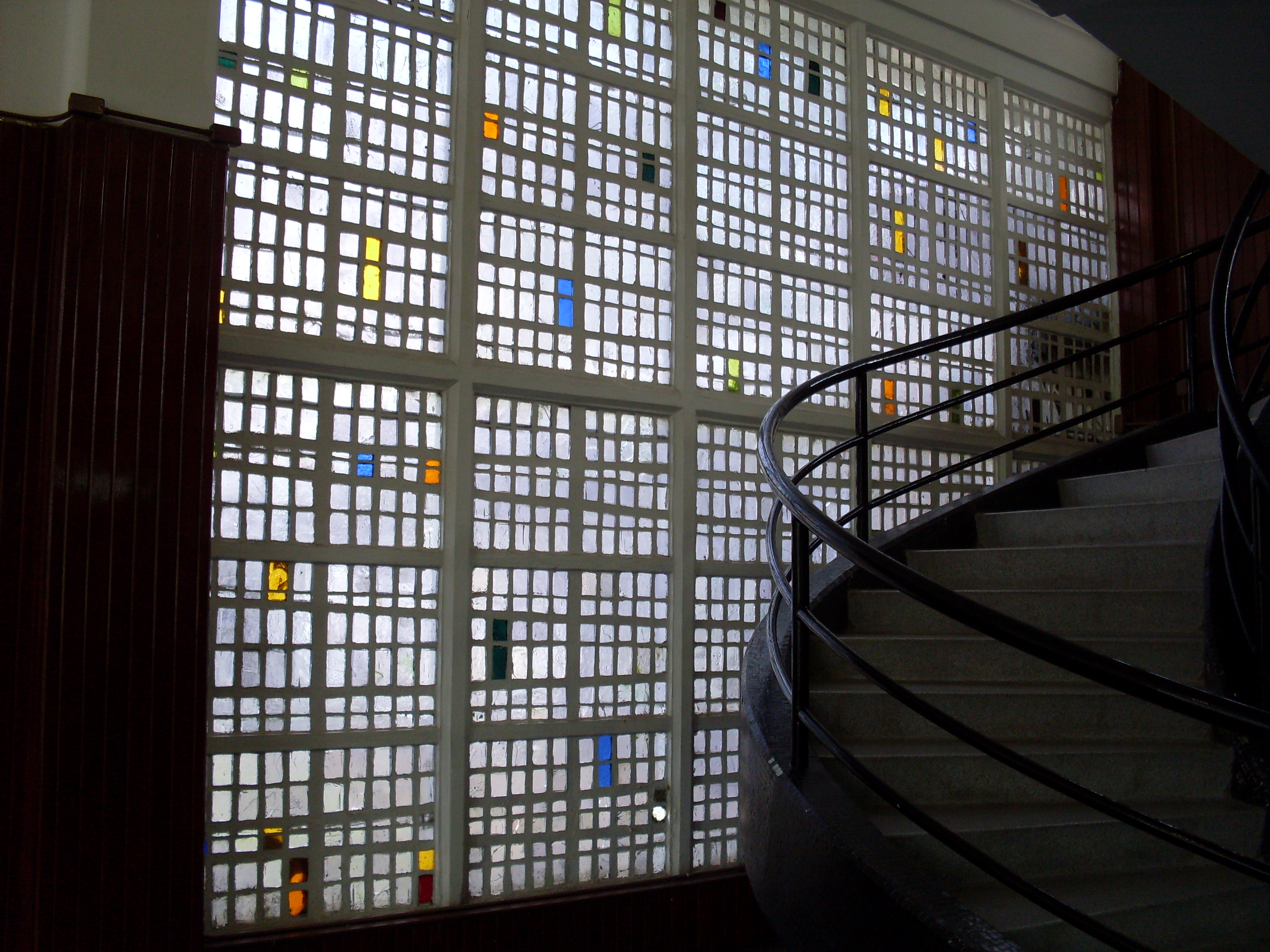
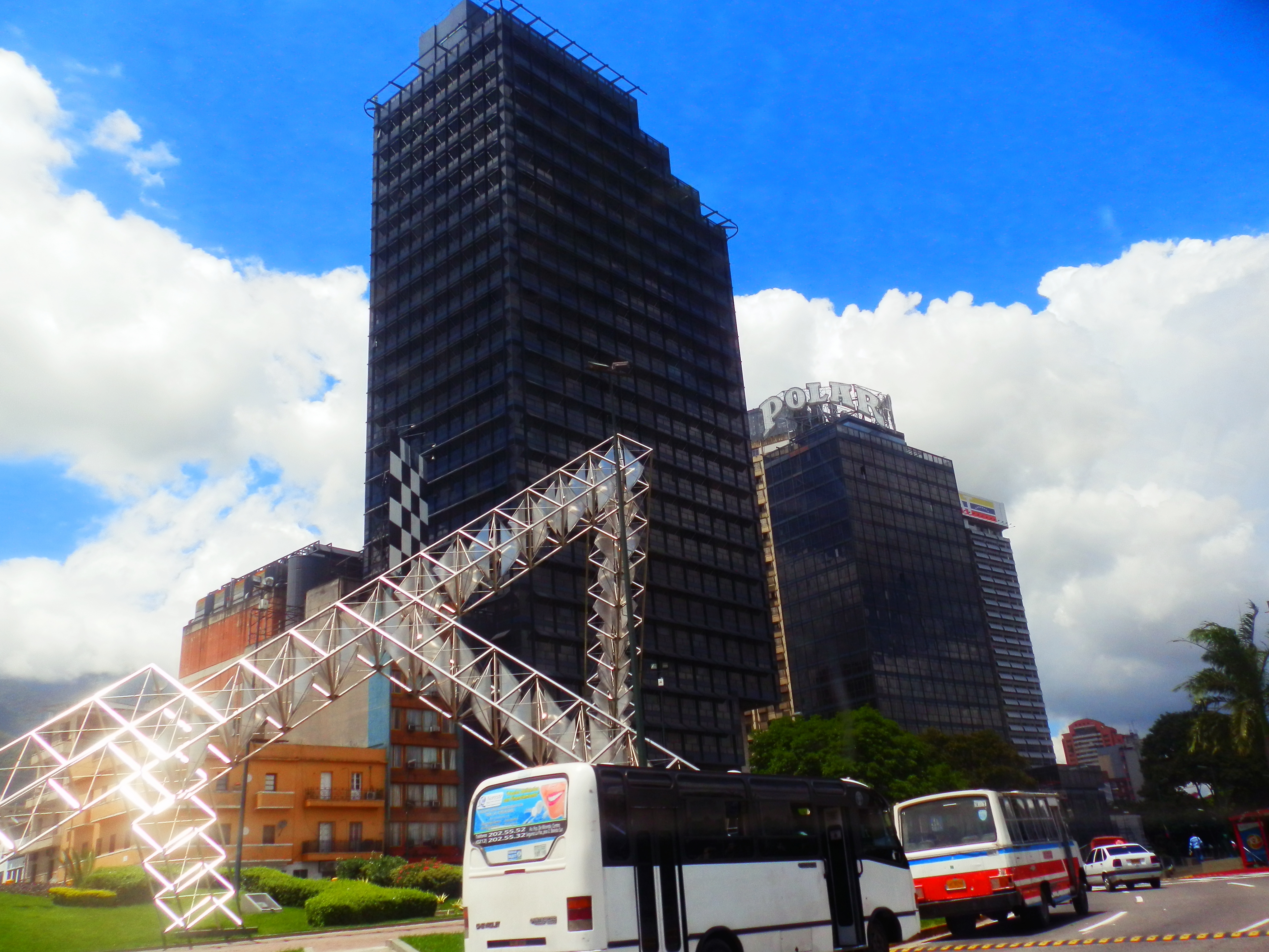